# Ange François Blein
Pour les articles homonymes, voir Blein.
Ange François Alexandre Blein, né le 26 novembre 1767 à Bourg-lès-Valence (Drôme), et mort le 2 juillet 1845 à Paris, est un général de brigade du Premier Empire.

## Biographie
Entré en tant qu'élève à l'école des ponts et chaussées le 1er janvier 1785, il en sort le 1er janvier 1789 avec le grade d'ingénieur ordinaire (lieutenant en premier). Après avoir été employé comme élève et comme ingénieur aux travaux du Tréport et de Cherbourg, il va rejoindre l'armée du Var fin 1792, et s'occupe de la construction du pont de ce nom et des retranchements du mont Gros.
Capitaine au corps du génie, le 3 Messidor an II, il passe à l'armée de Sambre-et-Meuse, où il prend part à plusieurs affaires d'avant-garde, au blocus et aux préparatifs du siège de Valenciennes, et à la fin de cette campagne, au siège de Maestricht. Employé durant le mois de Thermidor an III aux travaux du canal de Sambre-et-Oise à Landrecies, et envoyé durant le mois de Messidor an VI à l'armée de Mayence, il fait la campagne suivante aux armées du Danube et d'Helvétie, sert au siège de Philippsburg, et met les places de Mannheim et de Cassel en état de défense.
Nommé chef de bataillon le 17 Thermidor an VII, il se trouve, en l'an VIII, au passage du Rhin, à l'affaire de Neresheim, le 5 Messidor, et au blocus d'Ulm. Il suit, en l'an IX, le général Moreau à l'armée du Rhin, et se trouve à l'affaire de Haag, à la bataille de Hohenlinden, aux passages de l'Inn et de la Saale, les 10, 12, 18 et 22 Frimaire. Après la paix de Lunéville, le gouvernement lui confie la direction des fortifications de Saint-Quentin.
Attaché à l'état-major général de Berthier, il fait les guerres des ans XII et XIII à l'armée des côtes de l'Océan, où il reçoit le 14 juin 1804 la décoration de chevalier de la Légion d'honneur.
Attaché au grand quartier général pendant la campagne d'Autriche, il prend part aux batailles de Wertingen et d'Austerlitz, et devient colonel en Nivôse. Détaché, après la bataille d'Iéna, au 9e corps en Silésie, il sert au siège de Breslau, et contribue, l'année suivante, à la reddition des places de Brieg, Schweidnitz, Kosel (Koźle), Neiße (Nysa) et Silberberg. Sa conduite distinguée à l'affaire qui eut lieu en avant de Glatz et à la prise du camp retranché devant cette place, lui vaut de recevoir, le 5 juillet 1807, la décoration de chevalier de l'Ordre du Mérite militaire du Wurtemberg et d'obtenir en mars 1808 une dotation de 4 000 francs de rente annuelle sur les biens réservés en Westphalie.
Il part pour l'armée d'Espagne en 1808, en qualité de commandant du génie du quartier général, et il se démarque cette même année à la bataille de Somosierra, à la prise de Madrid, et pendant toute la campagne « dite d'Astorga ». Il est nommé baron de l'Empire le 2 août 1808. Envoyé en mission auprès du maréchal le duc de Dalmatie, il assiste, le 30 janvier 1809, à la prise du Férolle.
Rappelé à la Grande Armée d'Allemagne le 21 mars, il prend part, en qualité de chef d'état-major général du génie, aux batailles de Thann, de Landshut, d'Eckmuhl, aux prises de Ratisbonne (Bavière) et de Vienne (Autriche), à la bataille d'Essling, au passage du Danube, à la bataille de Wagram et au combat de Znaïm ; il est blessé à Landshut et à Ratisbonne, et obtient une dotation de 2 000 francs de rente annuelle sur les domaines d'Erfurt.
Directeur des fortifications de Cherbourg, de 1810 à 1811, il fait partie de la Grande Armée de 1812 à 1814 comme commandant du Génie du 2e corps sous Oudinot, en Russie en 1812 et en Saxe en 1813. L'Empereur le promeut général de brigade le 22 juillet 1813, commandant le Génie du 12e corps en août 1813, puis du 4e, 3e et 6e corps au début de novembre 1813. Il sert en Champagne en 1814 et est nommé commandeur de la Légion d'honneur le 3 avril 1814. Lorsqu'il est inspecteur général des fortifications, Louis XVIII le fait chevalier de Saint-Louis le 8 juillet suivant, et prononce son admission à la retraite le 1er août 1815.
Compris comme disponible le 22 mars 1831, dans le cadre d'activité de l'état-major général de l'armée, une décision du 30 avril 1832 le remet en jouissance de sa pension de retraite. Grièvement blessé à la revue du 28 juillet 1835 par les projectiles de la machine infernale de Giuseppe Fieschi, il reçoit une seconde pension de 4 000 francs au titre de récompense nationale, conformément à la loi du 4 septembre de la même année, nommé grand officier de la Légion d'honneur le 29 avril 1837.
En 1846, il fait transférer le corps de son ami Rouget de Lisle dans sa propriété de Thiais où il reste jusqu'en 1861.

## Décorations, distinctions
- Grand officier de la Légion d'honneur le 29 avril 1837.
- Croix de chevalier de l'Ordre du Mérite militaire du Wurtemberg.
- Son nom figure sur la partie nord de l'arc de triomphe de l'Étoile.

## Armoiries
| Figure | Blasonnement |
|        | Armes du baron Blein et de l'Empire (décret du 19 mars 1808, lettres patentes du 2 août 1808 (Bordeaux)) Écartelé : au premier d'or à la cuirasse d'azur ; au deuxième de gueules au signe des barons militaires ; au troisième de gueules au bélier ou baliste d'argent; au quatrième d'or à la tour de sable., Livrées : la couleur de l'écu. |